# Raye-sur-Authie
Raye-sur-Authie – miejscowość i gmina we Francji, w regionie Hauts-de-France, w departamencie Pas-de-Calais.
Według danych na rok 1990 gminę zamieszkiwało 259 osób, a gęstość zaludnienia wynosiła 44 osób/km² (wśród 1549 gmin regionu Nord-Pas-de-Calais Raye-sur-Authie plasuje się na 962. miejscu pod względem liczby ludności, natomiast pod względem powierzchni na miejscu 604.).